# Załóż się
Załóż się – polski telewizyjny program rozrywkowy oparty na niemieckim formacie Wetten, dass..? (na licencji Europroducciones) emitowany w latach 2005–2006 na antenie TVP2. Program łączył elementy widowiska telewizyjnego, talk-show i teleturnieju. Głównym motywem programu były próby odgadnięcia przez gwiazdy polskiego show-biznesu i zagranicznego rynku muzycznego, czy zaproszeni do studia goście (nieznani szerszej widowni) zdołają wykonać postawione przed nimi zadania.

## Charakterystyka i zasady programu

### Zakłady z gwiazdami
W emitowanym na żywo programie występuje pięciu uczestników nieznanych szerszej widowni, którzy twierdzą, że wykonają zadanie wymagające zręczności, sprawności fizycznej lub intelektualnej bądź innego przygotowania (na przykład tresury zwierzęcia). Prowadzący program zakłada się z zaproszoną do programu gwiazdą o to, czy zadanie zostanie wykonane, czy też nie. Jeżeli zaproszona gwiazda przegra zakład, to musi wykonać tzw. zadanie karne (mogące narazić ją na ośmieszenie). Zakład i zadanie poprzedzone są krótką rozmową prowadzącego z gościem.
Z reguły gośćmi specjalnymi jednego odcinka są cztery gwiazdy polskiego show-biznesu oraz jedna gwiazda zagranicznego rynku muzycznego. W programie wystąpili między innymi: Jolanta Fraszyńska, Justyna Steczkowska, Maciej Maleńczuk, Piotr Machalica, Tomasz Kammel, Katarzyna Bujakiewicz, Andrzej Grabowski, Katarzyna Skrzynecka, Edyta Jungowska, Otylia Jędrzejczak, Krzysztof Kowalewski, Tatiana Okupnik, Ewa Kasprzyk, Kevin Aiston, Kayah, Robert Gonera, Joanna Koroniewska, Kabaret Ani Mru-Mru, Maciej Orłoś, Bożena Dykiel, Maryla Rodowicz, Katarzyna Cichopek, Robert Korzeniowski, Szymon Majewski, Grażyna Szapołowska, Jan Nowicki, Magdalena Różczka, Sebastian Karpiel Bułecka, Mandaryna, Krzysztof Cugowski, Majka Jeżowska, a ponadto: Boney M., Baccara, Smokie, Limahl, Eruption, Afric Simone, Helena Vondráčková, Opus, Bonnie Tyler, Touch and Go, Alphaville, Gazebo, Desireless.

### Głosowanie na ulubione zadanie
W trakcie programu telewidzowie drogą głosowania SMS-owego wybierają ich zdaniem najlepsze zadanie wieczoru. Uczestnik wykonujący zadanie, które wygrało plebiscyt, otrzymuje drobne nagrody. 

### Zakład z prowadzącym
W tygodniu poprzedzającym program widzowie wybierają zadanie karne dla prowadzącego. W związku z tym współprowadząca program przyjeżdża z ekipą do wybranego miasta w Polsce, a prowadzący musi zachęcić sto osób, by pojawiły się w wyznaczonym miejscu. Jeżeli ten warunek nie zostanie spełniony, to jeden z prowadzących wykonuje zadanie karne, z reguły niebezpieczne.

### Występy muzyczne
Stałym elementem widowiska były występy muzyczne zaproszonych do studia zagranicznych muzyków.
Program realizowano w dużym studiu telewizyjnym z udziałem widowni, co w połączeniu z charakterem zadań miało cechy spektaklu cyrkowego ubranego w ramy formatu telewizyjnego.

## Prowadzący
Gospodarzem pierwszej serii programu był Niemiec Steffen Möller znany z serialu M jak miłość i programu Europa da się lubić; program współprowadziła z nim Anna Popek.
W drugiej serii rolę głównego prowadzącego przejął Piotr Szwedes, ponieważ władze Telewizji Polskiej uznały, że Möller „nie sprawdził się w swojej roli”. Wraz z Anną Popek w terenie program prowadził Rafał Bryndal z Radia Zet.

## Emisja
| Seria | Liczba odcinków | Liczba odcinków | Sezon       | Początek emisji  | Koniec emisji   | Pora emisji  |
| ----- | --------------- | --------------- | ----------- | ---------------- | --------------- | ------------ |
| 1.    | 12              | 36              | jesień 2005 | 30 września 2005 | 16 grudnia 2005 | piątek 20.00 |
| 2.    | 13              | 26              | wiosna 2006 | 17 marca 2006    | 16 czerwca 2006 | piątek 20.00 |

## Oglądalność
Średnia oglądalność pierwszej serii programu, nadawanej jesienią 2005 roku, wyniosła 3,62 mln widzów, co przełożyło się na 24,1% udziału kanału w paśmie. Najwyższą oglądalność w serii miał odcinek z 11 listopada – jego średnia oglądalność wyniosła 4,58 mln widzów (SHR: 28,4%).